# Concrete Genie
Concrete Genie ist ein Action-Adventure des amerikanischen Spieleentwicklers Pixelopus, das am 9. Oktober 2019 exklusiv für die PlayStation 4 erschienen ist. Pixelopus, die zuvor das Spiel Entwined entwickelt haben, ist Teil der Sony Interactive Entertainment Worldwide Studios, der Dachorganisation aller Computerspielentwicklungsfirmen des Konsolenherstellers Sony Interactive Entertainment (SIE). Angekündigt wurde das Spiel am 30. Oktober 2017 auf der Paris Games Week.

## Handlung
Protagonist des Spiels ist der Junge Ash, der in der einst blühenden Küstenstadt Denska lebt. Seine Heimat wurde vor einiger Zeit von einer mysteriösen Dunkelheit befallen und ist seit diesem Vorfall weitgehend von den Einwohnern verlassen und zu einem grauen, verdreckten Ort verkommen. Ash vertreibt sich die Langeweile in der trostlosen Umgebung mit Zeichnungen, die er in seinem Notizbuch anfertigt und dem Traum die glückliche Vergangenheit wieder aufleben zu lassen. Eines Tages trifft Ash auf eine Gruppe Jugendlicher, die sich die Zeit mit Vandalismus verbringen, zum Beispiel Scheiben und Straßenlaternen zerstören. Kaum haben die Unruhestifter Ash entdeckt, wird auch er zum Ziel der Aggressionen. Sie schikanieren ihn, reißen Seiten aus seinem Notizbuch und stoßen ihn mit Gewalt in eine Seilbahngondel, die zu einem verlassenen Leuchtturm führt. Dort findet er einen magischen Pinsel, mit dem er seine Zeichnungen zum Leben erwecken kann. Ziel des Spiels ist es nun, die grauen Fassaden und Wände mit farbenfrohen Gemälden zu versehen, um Denska wieder zu einem lebenswerten und freundlichen Ort zu machen. Neben den kreativen Aspekten des Malens, greift das Spiel auch ernste Themen, wie Umweltverschmutzung und Mobbing auf.

## Spielprinzip
Neben freien Zeichnungen an den Wänden, werden vom Spieler auch magische Kreaturen, die sogenannten Dschinns (englisch „Genies“; Geist, Flaschengeist) mit Pinselstrichen erschaffen. Diese erweisen sich als wertvolle Helfer, die über einzigartige Fähigkeiten verfügen. So kann ein Genie beispielsweise bislang verschlossene Türen öffnen, indem dieser mit elektrischen Kräften einen Motor antreibt oder mit Flammen eine Holzbarrikade verbrennt. Die Genies bieten auch Schutz vor der Gruppe Jugendlicher, die Ash immer wieder verfolgen und seinen magischen Pinsel stehlen wollen. Trifft Ash auf die feindlich gesinnten Teenager, kann er diese auch weglocken oder durch das Klettern auf Hausdächer entkommen. Im Verlauf des Spiels sucht der Spieler die herausgerissenen Seiten des Notizbuches und bekommt so immer mehr Optionen mit den lebenden Farben an der Verschönerung der Stadt zu arbeiten und zudem weitere Genies mit neuen Fähigkeiten zu erschaffen. In bestimmten Abständen trifft Ash auch auf schattenhafte Genies, mit denen er sich einen Kampf liefern muss, um im Spiel weiter voranzukommen.
Gesteuert wird die Spielfigur Ash mit dem DualShock-4-Controller der PlayStation 4. Mittels der Gyro-Steuerung, bei der ein Beschleunigungsmesser und ein eingebautes Gyroskop die Bewegungen des Controllers im Raum bestimmen, werden die Zeichnungen und Genies anhand von sammelbaren Vorlagen oder eigenen Vorstellungen an die Wände gemalt und zum Leben erweckt. Concrete Genie ist ein Action-Adventure mit Rätsel- und Jump-’n’-Run-Elementen, wenn sich Ash über die Hausdächer in der Stadt bewegt.

## PlayStation VR
Concrete Genie beinhaltet zusätzlich zwei verschiedene VR-Modi, welche das Head-Mounted Displays von PlayStation VR unterstützen. Zur Steuerung werden dann zwei PlayStation Move-Motion-Controller verwendet. Mit dem linken Controller wählt der Spieler Farben und Effekt aus einem Buch, mit dem rechten Controller, der in Form eines Pinsels erscheint, den Bereich des Bildschirms, der bemalt werden soll.
- Modus VR-Experience: Der Spieler verfolgt einen Dschinn namens Klecks unter dem Leuchtturm von Denska und bedient sich auf der Suche nach einer mysteriösen Macht neuer Einsatzmöglichkeiten seiner lebenden Farbe.

- Modus Freies Malen: Der Modus dient als immersive Malerfahrung in der Egoperspektive. An vier unterschiedlichen Schauplätzen der Stadt Denska können die Spieler mit den Farben und den im Spiel gefundenen Pinseln kreativ tätig werden und die Landschaft nach eigenem Wunsch anmalen.

## Rezeption
Die ersten Berichte der Fachpresse, die eine noch nicht finale Version des Spiels bereits begutachten konnten, heben die ungewöhnliche Optik, das kreative Potential und die gelungene Bedienbarkeit von Concrete Genie hervor. Neben der grafischen Gestaltung und dem Gameplay wird besonders der feinfühlige Umgang mit dem ernsten Thema des Mobbings herausgestellt.

„"Concrete Genie" ist ein etwas anderes Exklusivspiel für die Playstation 4, das vom Mobbing unter Jugendlichen erzählt. Die Stärken des Mediums Videospiel setzt es dabei gekonnt ein.“

„Fazit: »Viel Spaß hatte ich dabei, absurde Genie-Kreationen zu erschaffen und diese zum Leben zu erwecken. Concrete Genie versprüht eine unvergleichliche Atmosphäre und findet ganz sicher seine Nische im breiten PS4-Spielesortiment.«“

„Fazit: »Und dieser Punkt ist überaus wichtig. Denn Concrete Genie mag zwar mit einem ernsten Thema umgehen - einem Jungen der Dank seiner Mitschüler unter psychischen Problemen leidet. Doch will dieses Spiel dennoch Spaß machen. Es geht spielerisch mit dem Thema um, lässt euch den Frust des Jungen mit den buntesten Farben überzeichnen. Es bereitet Freude, immer mehr Areale vom Grau zu befreien und durch Farbschicht um Farbschicht schöner zu machen.«“